# Das Pflanzenreich
Das Pflanzenreich (abreviado Pflanzenr.) fue un libro ilustrado con descripciones botánicas que fue editada por el botánico alemán Adolf Engler. Se publicaron 107 números desde el año 1900 hasta 1953.